# 1928 în literatură
Anul 1928 în literatură a implicat o serie de evenimente și cărți noi semnificative. 

## Cărți noi
- Enzo Mainardi — scriitor, muzician, poet și pictor, membru important al mișcării artistice futuriste, publică la Edizione Drappoverde, din Milano, nuvelă futuristă Io e la donna esotica – Eu și femeia exotică

## Teatru
- Omul care a văzut moartea, Victor Eftimiu

## Nașteri
- 1 ianuarie
  - Camara Laye, scriitor din Guineea (d.1980)
  - Teodor Pâcă, poet, traducător și actor român (d. 1978)
- 5 februarie – Andrew Greeley, scriitor american de thriller (d. 2013)
- 16 februarie – Desmond Cory, scriitor englez de thriller (d. 2001)
- 23 ianuarie
  - Mircea Horia Simionescu, prozator, publicist și eseist român
  - Tadeusz Śliwiak, poet, publicist, actor, jurnalist și traducător polonez (d. 1994)
- 4 martie – Alan Sillitoe, prolific scriitor britanic (d. 2010)
- 12 martie – Edward Albee, faimos dramaturg american, câștigător al trei premii Pulitzer (d. 2016)
- 20 martie – Cicerone Poghirc, specialist în lingvistică și istoria religiilor român, premiat cu Ordinul Național „Pentru Merit” (d. 2009)
- 30 martie – Chad Oliver, scriitor american de științifico-fantastic și western (d. 1993)
- 4 aprilie – Maya Angelou, faimoasă poetă și activistă americană (d. 2014)
- 8 aprilie
  - Fred Ebb, textier american de teatru muzical (d. 2004)
  - Alexandru Lungu, scriitor, prozator și dramaturg român
- 14 aprilie – Cyril Mango, istoric britanic specializat în arta bizantină
- 16 aprilie – Radu Ciuceanu, prolific istoric român
- 1 mai – Ion Ianoși, scriitor român de origine evreiască, membru al Academiei Române (d. 2016)
- 18 mai – Géza Domokos, scriitor român de origine maghiară premiat cu ordinul „Steaua României” (d. 2007)
- 24 mai – William Trevor, romancier și dramaturg irlandez (d. 2016)
- 27 mai – Tudor Țopa, eseist, prozator, scriitor și traducător român (d. 2008)
- 8 iunie – Kate Wilhelm, scriitoare americană de științifico-fantastic, fantezie și cărți polițiste
- 10 iunie – Maurice Sendak, scriitor și desenator de cărți pentru copii american (d. 2012)
- 11 iunie – Salvador Garmendia, scriitor venezuelean premiat cu Premiul Național pentru Literatură (d. 2001)
- 25 iunie – Șerban Papacostea, istoric român, membru al Academiei Române
- 12 iulie – Hayden White, istoric și teoretician american cu contribuții fundamentale în domeniul istoriografiei
- 14 iulie – Nodar Dumbadze, scriitor georgian (d. 1984)
- 16 iulie – Robert Sheckley, scriitor american cunoscut pentru lucrările sale de fantezie și științifico-fantastic (d. 2005)
- 20 iulie – Pavel Kohout, scriitor și politician ceho-austriac
- August – Sergiu Singer, arhitect, scenograf, scriitor și gastrozof de origine română
- 9 august – Augustin Deac, prolific istoric român (d. 2004)
- 13 august – Gyula Dávid, istoric literar și jurnalist român de origine maghiară
- 16 august – Ferenc Juhász, poet maghiar (d. 2015)
- 27 august – Mircea Zaciu, critic și istoric literar român, membru de onoare al Academiei Române (d. 2000)
- 30 august – Barbara Epstein, redactoare și fondatoare americană a The New York Review of Books (d. 2006)
- 2 septembrie – Alexandru Duțu, istoric și specialist în literatură comparată român (d. 1999)
- 3 septembrie – Ion Druță, scriitor, poet, dramaturg și istoric literar din Republica Moldova, membru de onoare al Academiei Române
- 14 septembrie – Puiu Manu, unul dintre cei mai talentați realizatori de benzi desenate român
- 30 septembrie – Elie Wiesel, scriitor evreu american născut în România, laureat la Premiul Nobel pentru Pace (d. 2016)
- 4 octombrie – Alvin Toffler, scriitor și om de afaceri american cunoscut pentru studiul tehnologiilor viitorului (d. 2016)
- 25 octombrie – Valeria Guțu Romalo, lingvistă română, membră a Academiei Române
- 26 octombrie – Aureliu Busuioc, prolific scriitor, eseist, poet și dramaturg din Republica Moldova (d. 2012)
- 3 noiembrie – Osamu Tezuka,  desenator, animator, autor de manga, producător, creatorul Astro Boy și Kimba
- 8 noiembrie – Dumitru Micu, istoric și critic literar român
- 15 noiembrie – Iulian Văcărel, economist român, membru titular al Academiei Române
- 4 decembrie – Fabio Zerpa, prolific scriitor din Uruguay, de profesie actor, parapsiholog și ufolog.
- 7 decembrie – Noam Chomsky, faimos lingvist și activist american, faimos pentru teoria gramaticii generative
- 8 decembrie – Toma George Maiorescu, eseist, poet și om politic român
- 12 decembrie – Cinghiz Aitmatov, cel mai faimos scriitor al literaturii kirghize (d. 2008)
- 16 decembrie – Philip K. Dick, scriitor american de științifico-fantastic (d. 1982)
- 17 decembrie – Aurel Iancu, economist român, membru al Academiei Române
- 18 decembrie – Victor Bârlădeanu, prolific scriitor, poet și dramaturg evreu român (2007)
- 29 decembrie – Nicolae Țic, scriitor, publicist și scenarist român
- Tome Arsovski, dramagurg din Macedonia (d. 2007)
- Ion Horațiu Crișan, istoric român (d. 1994)
- Pompiliu Marcea, critic și istoric literar, specializat în opera lui Ioan Slavici (d. 1985)
- Yehezkel Mark, teolog iudaic și istoric literar român evreu, specializat în opera lui Șmuel Iosef Agnon (d. 2005)

## Decese
- 11 ianuarie – Thomas Hardy, scriitor și poet naturalist britanic, cunoscut pentru romanele sale „Tess” și „Departe de lumea dezlănțuită” (n. 1840)
- 28 ianuarie – Vicente Blasco Ibañez, scriitor spaniol și ocazional regizor de film (n. 1867)
- 27 aprilie – Ignác Alpár, arhitect, scriitor și eseist maghiar, autor al unor eseuri notabile asupra arhitecturii europene de la începutul secolului al XX-lea (n. 1855)
- Imre Áldor, scriitor, jurnalist și călugăr cistercian maghiar (n. 1838)

## Premii
- Premiul Nobel pentru Literatură: